# Jan Verplancke
Jan Verplancke is een personage uit de Belgische televisieserie Matroesjka's en wordt gespeeld door Axel Daeseleire.
Verplancke is een lid van de bende van Ray Van Mechelen en hield de garage van Vincent Dockx open. Hij had ook even een relatie met Esther Van de Walle die hij in een andere striptent stalde. Dit apprecieerde de bende niet en nam hem onder handen. Toen er een razzia was in Studio 69 bleef Verplancke buiten schot. Hij stal het geld van Van Mechelen en Stoefs en vertrok naar Benidorm om er een escortbureau te openen. Verplancke verblijft nu in Thailand waar hij zaken doet met Engelse vrouwenhandelaars.

## Uitspraken
- Allee, Mike. Ziet da der na uit om oep nen bureau te waarke?
- Ni goe bezig poes.
- Die hee nogal streken gekregen, zeg. Is da na allemoal omda ze af en toe is on de Ray z'n sigarreke mag hangen?
- 't Zen ammel hoeren, meneer.
- Lot de soep ni koud weurre hè madam.
- Hey, take it easy hè. Kutwijf!
- Hey, gast! Wette wa gij kunt? Menne zak opblazen! En als ge kleir zijt mag dieje rozijnenschijter da over a zit oek nog is!
- Probeert diejen appel ons hier te rollen ofwa?
- Are you crazy in the coconut ofwa?
- Da drinkte ni tegen den deust hè gast, wette gij wa zo een fles kost?